# Arboretum du Lampy
El Arboreto del Lampy (en francés : Arboretum du Lampy también conocido como Arboretum du Domaine du Lampy-Neuf) es un arboreto de 7 hectáreas de extensión en Saissac, Francia.

## Localización
El arboreto se encuentra en « Domaine du Lampy-Neuf » 
La « bassin du Lampy » (embalse del Lampy) es un lago artificial en el río Lampy utilizado para suministrar agua al "Canal du Midi" en las obras realizadas por Pierre-Paul Riquet. Creado en 1782, un siglo después de la apertura del Canal du Midi (1681). Sus caminos sombreados son idóneos para paseos. Este embalse está rodeado de hermosos macizos de árboles del « forêt de Ramondens » (bosque de Ramondens). La represa del embalse de 120 metros de largo, 16 metros de altura y 5 metros de espesor, y una capacidad de más de 2.000.000 de m³.
Una parte de las aguas de los ríos Lampy, Alzeau y Sor se canalizan y pasar por Laudot hacia el embalse de Cammazes lago y el embalse de Saint-Ferreol para alimentar el Canal du Midi a través del canal de la llanura. 
Arboretum du Domaine du Lampy-Neuf, Saissac, Département de Aude, Languedoc-Roussillon, France-Francia
Planos y vistas satelitales, 43°21′42″N 2°10′10″E / 43.36167, 2.16944
Está abierto a diario en los meses cálidos del año, se cobra una tarifa de entrada. 

## Historia
Creado en el siglo XIX al mismo tiempo que se construía el Canal du Midi.
Fue administrado como un sitio experimental de aclimatación para árboles exóticos. 
Después de cuarenta años de abandono, en 1995 comenzó su restauración con la ayuda de la « Office national des forêts » (ONF) y del "Programa de desarrollo rural Europeo" (PDZR).

## Colecciones
Alberga unos viejos especímenes maduros que incluye Araucarias, cipreses de Lawson, Sequoiadendron, Rhododendron, Thujas, y tuliperos de Virginia; 
Esta colección se ha acrecentado con la plantación de nuevas especies tal como Cedrus libani, Gingko biloba, Liquidambar, Acer negundo, etc.
En los senderos del bosque se puede apreciar la flora autóctona de la «  Montagne Noire ».
También hay una colección de plantas acuáticas y de humedales.